# Kasia Popowska
Katarzyna Milena Popowska (còn gọi là Kasia Popowska hay PoppySinger, sinh ngày 25 tháng 11 năm 1989 tại Łódź) là một ca sĩ và nghệ sĩ guitar người Ba Lan. Cô phát hành album đầu tay Tlen vào ngày 16 tháng 9 năm 2014.

## Sự nghiệp

### Những năm đầu
Kể từ ngày 31 tháng 5 năm 2007, Popowska đã đăng tải các video biểu diễn của mình lên YouTube, thu hút hơn 7.000.000 người xem. Cô đã cover lại các bản hit nổi tiếng, chẳng hạn như "Angels" của Robbie Williams, "Baby Love" của Nicole Scherzinger, "The Climb" của Miley Cyrus, hay "Take A Bow" của Rihanna.

### 2009 - 2010:Got Talentvà album đầu tay
Năm 2009, cô tham gia thử giọng bài hát "Hallelujah" của Leonard Cohen trong mùa thứ hai của chương trình truyền hình ăn khách Mam talent! (Got Talent phiên bản Ba Lan). Mặc dù Popowska nhận được những nhận xét tích cực từ ban giám khảo và công chúng, cô vẫn không thể lọt vào vòng bán kết trực tiếp.
Cuối năm 2009, Popowska đã thông báo trong một clip trên YouTube rằng cô sẽ chuẩn bị cho album đầu tay. Popowska phát hành album đầu tay với tựa là Tlen vào ngày 16 tháng 9 năm 2014.

## Đĩa nhạc

### Album
| Tựa đề | Chi tiết                                                                                                 | Xếp hạng |
| Tựa đề | Chi tiết                                                                                                 | POL      |
| ------ | --- | -------- |
| Tlen   | - Phát hành: 16 tháng 9 năm 2014 - Hãng đĩa: Universal Music Poland - Định dạng: CD, LP, tải kỹ thuật số | 47       |
| Dryfy  | - Phát hành: 20 tháng 1 năm 2017 - Hãng đĩa: Universal Music Poland - Định dạng: CD, tải kỹ thuật số     | –        |
| Toast  | - Phát hành: 27 tháng 11 năm 2020 - Hãng đĩa:GT Event - Định dạng: CD, tải kỹ thuật số                   | –        |

### Đĩa đơn
| Tựa đề                 | Năm  | Xếp hạng | Album              |
| Tựa đề                 | Năm  | POL      | Album              |
| ---------------------- | ---- | -------- | ------------------ |
| "Przyjdzie taki dzień" | 2014 | 1        | Tlen               |
| "Tlen"                 | 2014 | –        | Tlen               |
| "Lecę tam"             | 2015 | 7        | Tlen               |
| "Graj"                 | 2016 | 26       | Tlen – kolor i maj |
| "Dryfy"                | 2016 | 10       | Dryfy              |
| "Tyle tu mam"          | 2017 | 36       | Dryfy              |
| "Nie ma nas"           | 2020 | –        | Toast              |
| "Nim potłuczemy szkło" | 2020 | –        | Toast              |
| "Powiedz gdzie"        | 2020 | –        | Toast              |